# Віктор Вернерссон
Віктор Вернерссон (швед. Victor Wernersson, нар. 6 липня 1995, Мальме, Швеція) — шведський футболіст, фланговий захисник нідерландського клубу «НАК Бреда».

## Ігрова кар'єра
Віктор Вернерссон є вихованцем шведського клубу «Мальме» зі свого рідного міста Мальме. Але в основі цього клубу футболіст так і не зіграв жодного матчу. А свій дебют на професійному рівні Вернерссон розпочав у клубі Супереттан «Сиріанска», де він зіграв першу гру у квітні 2015 року.
Сезон 2018 року футболіст почав у складі «Гетеборга». І першу гру в Аллсвенскан Вернерссон провів у квітні 2018 року. Провівши в складі «Гетеборга» три сезони, у вересні 2020 року захисник перебрався до Бельгії, до клубу «Мехелен». Але в Бельгії Вернерссон так і не став гравцем основи, провівши в першій команді «Мехелена» лише вісім матчів, і через рік був відправлений в оренду у норвезький «Стабек».
Коли в січні 2023 року дія контракту шведського футболіста з «Мехеленом» закінчилась, він як вільний агент приєднався до нідерландського клубу з Ерстедивізі «НАК Бреда», з яким підписав контракт на півтора року.